# Strani jezik
Strani jezik je svaki jezik koji nije materinji tj. svaki jezik kojim govornik ovlada poslije stjecanja maeterinskog jezika. Najrašireniji i najpopularniji u svijetu je engleski jezik koji je u globalizaciji stekao naslov lingue france poduzetništva, svjetskog gospodarstva, trgovine, politike i popularne kulture. Uz engleski najviše govornika imaju francuski, jezik diplomacije, španjolski i u novije vrijeme zbog snažnog gospodarskog utjecaja kineski, dok su njemački, talijanski ili portugalski od manjeg međunarodnog značaja.
Strani jezici podučavaju se na svim razinama naobrazbe, od one predškolske i osnovnoškolske preko srednjoškolske do visokoškolske. U hrvatskim školama pretežno se uče engleski i njemački jezik, latinski u gimnazijama i medicinskim školama, dok se talijanski, španjolski i dr. strani jezici podučavaju u jezičnim gimnazijama.
Osoba koja govori više stranih jezika naziva se poliglotom.